# Ehlersia oculata
Ehlersia oculata är en ringmaskart som beskrevs av Jean Louis Armand de Quatrefages de Bréau 1866. Ehlersia oculata ingår i släktet Ehlersia och familjen Syllidae. Inga underarter finns listade i Catalogue of Life.